# 孤獨大羽介
孤獨大羽介（学名：Meganopteron eremitum）为尾花介科大羽介屬下的一个种。